# American University of Madaba
De American University of Madaba (UAM) is een rooms-katholieke privé-universiteit in de Jordaanse stad Madaba. Ze werd geopend in 2011 en heeft als motto Sapientia et Scientia (Wijsheid en wetenschap). In 2013 volgde een plechtige opening door koning Abdullah.
De universiteit kwam er op initiatief van het Latijns Patriarchaat van Jeruzalem. Paus Benedictus XVI legde in 2009 de eerste steen. De universiteit is gevestigd op een terrein van 50 hectare en heeft plaats voor 8.000 studenten. Anno 2020 telde de universiteit 1.500 studenten waarvan 30% christen was.
Bij de bouw van de universiteit ontspoorde het budget met 85 miljoen euro en was er sprake van wanbeheer vanwege het Latijns Patriarchaat. Hierop trok het Vaticaan het dossier naar zich toe.